# Pericyclocera maculiventris
Pericyclocera maculiventris är en tvåvingeart som beskrevs av Borgmeier 1969. Pericyclocera maculiventris ingår i släktet Pericyclocera och familjen puckelflugor. Inga underarter finns listade i Catalogue of Life.